# Castellar (Jaén)
Castellar ist ein Ort und eine spanische Gemeinde (municipio) mit 3.156 Einwohnern (Stand: 2024) in der andalusischen Provinz Jaén. 

## Lage
Castellar liegt etwa 90 Kilometer nordöstlich von Jaén in einer Höhe von ca. 760 m.
Durch den nördlichen Teil der Gemeinde fließt der Río Guadalén.

## Bevölkerungsentwicklung
| Jahr      | 1970  | 1980  | 1990  | 2000  | 2010  | 2020  |
| Einwohner | 4.183 | 3.771 | 3.675 | 3.625 | 3.525 | 3.277 |

## Sehenswürdigkeiten
- Burgreste (Castillo de Pallares) mit Archäologischem Museum
- Jakobuskirche (Iglesia de Santiago)
- Marienkirche (Iglesia de Nuestra Señora de la Encarnación)
- Herzöglicher Palast (Palacio Ducal de los Duques de Medinaceli)

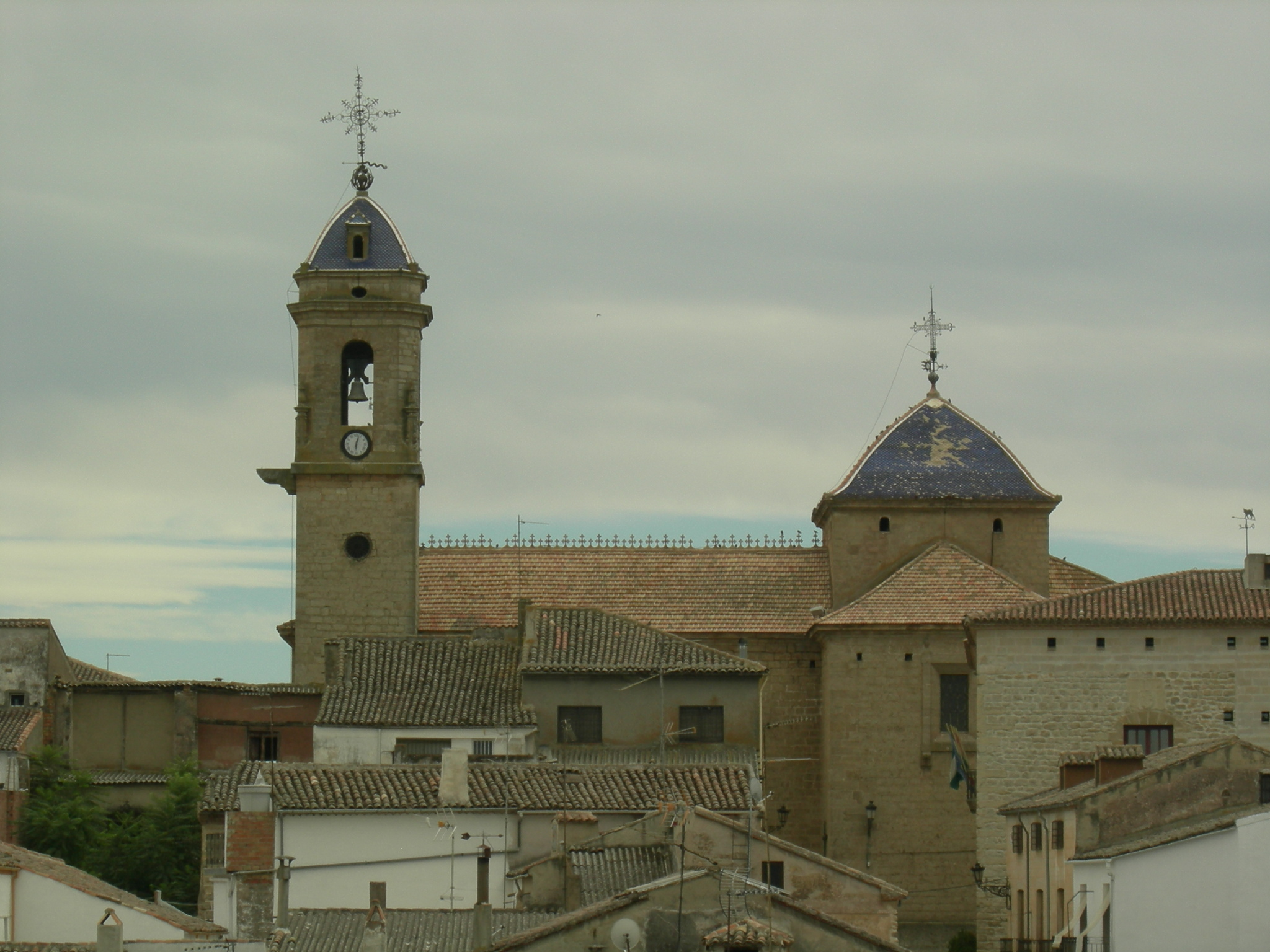
Jakobuskirche
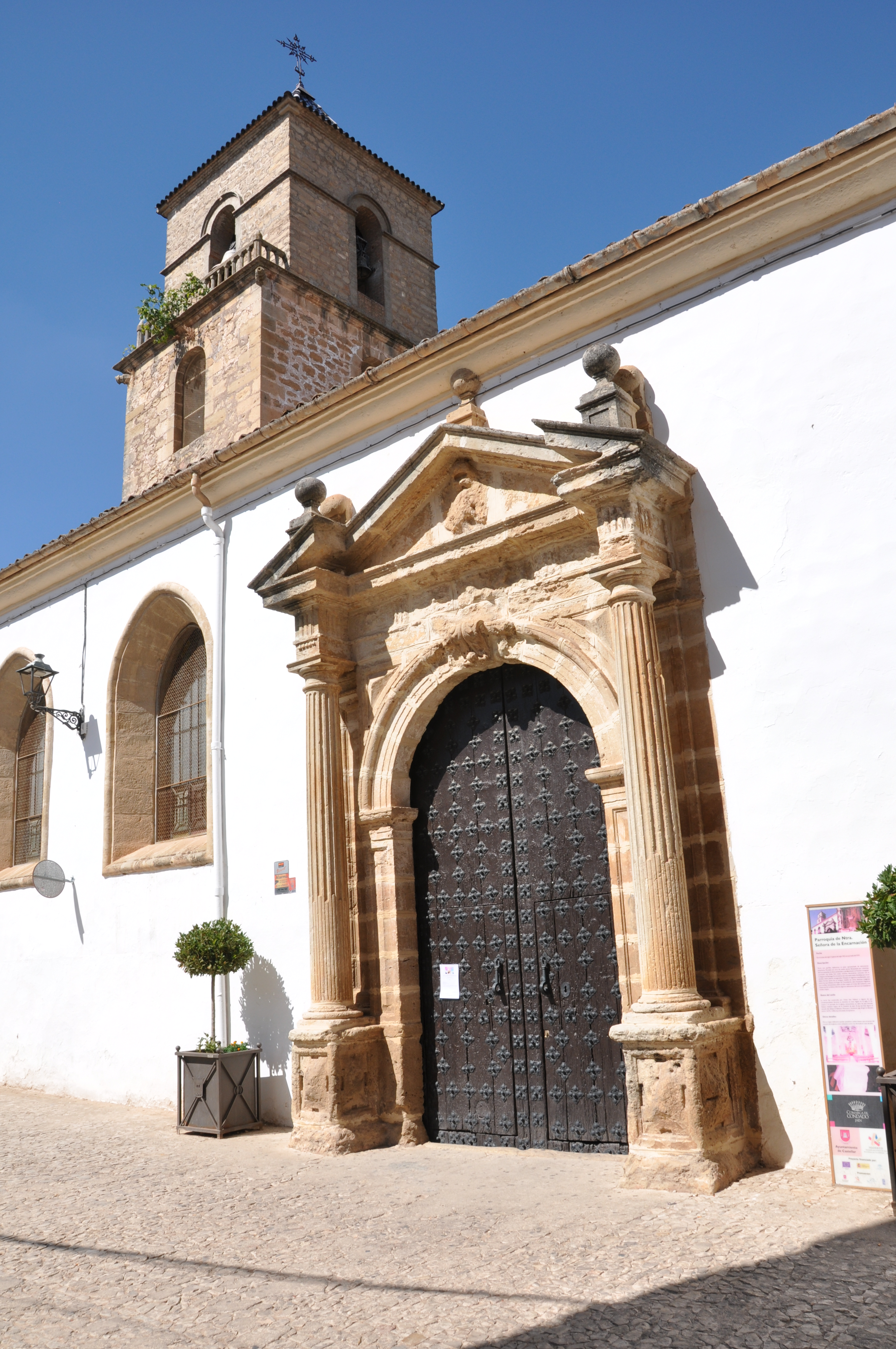
Marienkirche
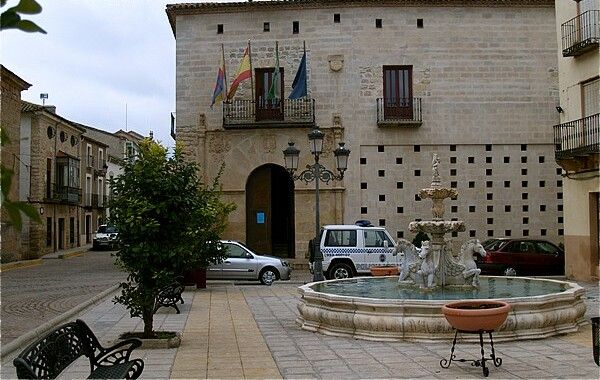
Rathaus

## Persönlichkeiten
- Constantino Unghetti (1923–2015), Bildhauer